# John Franklyn Mars
John Franklyn Mars (n. 15 octombrie 1935, Virginia, SUA) este un antreprenor și om de afaceri american.